# 隨波逐流
随波逐流是日本双人组合YOASOBI的第十七首单曲。于2022年11月18日由日本索尼音樂娛樂发行，改编自第147届直木奖获得者辻村深月的小说《幽灵》。该曲也为YOASOBI小说音乐化计划“第一次的经历”（はじめての）中继先生和喜欢你之后的第三首歌曲。

## 背景与发行
2021年12月1日，YOASOBI在发行其第二张日语迷你专辑《THE BOOK 2》当天，宣布其新小说音乐化企划“第一次的经历”该企划与四位直木奖得主——島本理生、辻村深月、宫部美幸和森绘都合作，围绕“第一次做某件事时读的故事”这一主题，由作家创作小说，YOASOBI则将小说音乐化。四篇小说于2022年2月16日以合集形式《第一次的经历》出版，其改编音乐作品也收录在同名迷你专辑中。
本曲改编自辻村深月创作的短篇小说《幽灵》，主题是“第一次离家出走时的故事”。故事讲述一位中学生“我”离家出走后来到一个海边小镇，在夜晚的海滩上遇见一位手持花束的神秘少女的故事。
2022年11月6日，YOASOBI通过其快闪商店Instagram账户发布一系列信息，透露了部分该曲片段和多段小说内容节选，2022年11月18日，该曲正式发布。
为给该歌曲发行预热，東京地鐵及澀谷站于11月7日至13日期间展示了多块广告牌，上面为手写的400字小说读后感，由日本声优神尾晋一郎、女演员土屋太凤、YouTuber Bunkei、偶像团体BiSH成员Momoko Gumi Company、搞笑艺人西田，以及社会学家与小说家古市宪寿等知名人物书写。
这首歌随后收录于YOASOBI的两张迷你专辑《第一次的经历》和《THE BOOK 3》中，英文版Manimani则收录于其第三张英文迷你专辑《E-Side 3》中。

## 作品
随波逐流由Ayase制作，是一首中速歌曲，表达了主角在晚上离家出走到海滩神秘世界过程中的情绪变化。

## 音乐视频
本曲的音乐视频于2023年3月21日，由土海明日香指导，其在视频中描绘了夜晚大海神秘的世界观。截止2025年6月，该音乐视频的播放量已超过1800万次。

## 相关活动
2024年7月10日至9月8日，YOASOBI在组合成立五周年之际于新宿Bellesalle举办特别展览《Immersive Museum YOASOBI ―《随波逐流》诞生之路―》，展示《随波逐流》制作的全过程。

## 制作人员
- Ayase - 词曲
- Ikura - 主唱
- 辻村深月 - 原作
- 土海明日香 - MV导演

## 榜单表现
| 周排行（2022年）         | 最高排名 |
| ------------------------ | -------- |
| 日本（Japan Hot 100）    | 68       |
| 日本（Oricon数字单曲榜） | 7        |

## 发行历史
| 区域 | 日期           | 格式                | 版本 | 厂牌     | Ref.  |
| ---- | -------------- | ------------------- | ---- | -------- | ----- |
| 全区 | 2022年11月18日 | 數位音樂下載 流媒体 | 原版 | 索尼日本 | [ 8 ] |